# Серхі Канос
Серхі Канос Тенес (ісп. Sergi Canós Tenés, нар. 2 лютого 1997, Нулес) — іспанський футболіст, вінгер англійського клубу «Брентфорд».

## Клубна кар'єра
Канос — вихованець клубів «Нулес» і «Барселона». 2013 року в віці 16 років гравець підписав контракт з англійським «Ліверпулем», де спочатку виступав за молодіжну, а потім за резервну команду. 
Влітку 2015 для отримання ігрової практики Канос був орендований «Брентфордом». У матчі проти «Лідс Юнайтед» він дебютував у Чемпіоншипі. 21 листопада в поєдинку проти «Ноттінгем Форест» Серхі забив свій перший гол за «Брентфорд». 
У 2016 році Канос повернувся в «Ліверпуль». 15 травня в матчі проти «Вест-Бромвіч Альбіон» він дебютував в англійській Прем'єр-лізі.
Влітку того ж року Канос перейшов до складу «Норвіч Сіті», підписавши контракт на 4 роки. Сума трансферу склала 2,5 млн євро.
Вже через пів року Канос знову змінив клуб і повернувся до «Брентфорда», підписавши контракт на 4,5 року. Сума трансферу склала 2,5 млн євро.

## Виступи за збірні
У 2012 році дебютував у складі юнацької збірної Іспанії (U-16), загалом на юнацькому рівні взяв участь у 16 іграх, відзначившись 5 забитими голами.